# Brittany Bardot
Brittany Bardot (República Checa; 3 de diciembre de 1980) es una actriz pornográfica y modelo erótica checa.

## Biografía
Nació en un pequeño pueblo de la República Checa a 120 kilómetros al este de la capital, Praga, en diciembre de 1980. Comenzó trabajando como peluquera, regentando un salón de belleza durante casi 15 años.
Posteriormente realizó algunas sesiones como modelo erótica hasta llegar a un casting con Pierre Woodman en Budapest, en septiembre de 2014, iniciando su carrera como actriz pornográfica a los 34 años de edad. Al igual que otras tantas actrices que comenzaron con más de treinta años en la industria, por su físico, edad y atributos fue etiquetada como una actriz MILF.
Su nombre artístico es un homenaje a las actrices Brittany Murphy y Brigitte Bardot.
Como actriz, ha trabajado para productoras tanto europeas como estadounidenses, destacando Marc Dorcel Fantasies, Doghouse Digital, Evil Angel, Wicked, Private, Harmony, Combat Zone, Cougar Kingdom, Mile High o Brazzers.
Ha aparecido en más de 860 películas como actriz.
Algunos de sus trabajos son 18th Birthday Party, Double Anal Sluts, Footballers' Moms, George Uhl's Real Fantasies, Hard Academy, Her First MILF 25, My Wife is a Swinger, Planet Orgy 8 o Teens Vs MILFs 3

## Premios y nominaciones
| Año  | Ceremonia           | Resultado | Premio                                        | Trabajo                                |
| ---- | ------------------- | --------- | --------------------------------------------- | -------------------------------------- |
| 2019 | Premios AVN         | Nominada  | Mejor escena escandalosa de sexo              | Anal Acrobats 10                       |
| 2021 | Premios AVN         | Nominada  | Mejor escena de sexo en producción extranjera | I Fucking Love Berlin                  |
| 2021 | Premios XBIZ Europa | Nominada  | Mejor escena de sexo gonzo                    | Fire & Ice                             |
| 2022 | Premios AVN         | Nominada  | Mejor escena escandalosa de sexo              | Predator: Dick Hunter                  |
| 2024 | Premios AVN         | Nominada  | Mejor escena escandalosa de sexo              | Proxy's Five-Girl Lesbian Gaping Party |